# Kandolūs
Kandolūs (persiska: كندلوس, كَندِلوس, كَندلوس, كَندلُّس) är en ort i Iran.   Den ligger i provinsen Mazandaran, i den norra delen av landet, 70 km norr om huvudstaden Teheran. Kandolūs ligger 1 642 meter över havet och antalet invånare är 115.
Terrängen runt Kandolūs är kuperad åt nordost, men åt sydväst är den bergig. Kandolūs ligger nere i en dal. Runt Kandolūs är det ganska glesbefolkat, med 39 invånare per kvadratkilometer. Närmaste större samhälle är Nīchkūh, 3,8 km sydost om Kandolūs. Trakten runt Kandolūs består i huvudsak av gräsmarker.